# چیما دال کانتون
چیما دال کانتون (به لاتین: Cima dal Cantun) یک کوه در سوئیس است که در کانتون گراوبوندن واقع شده‌است. چیما دال کانتون ۳٬۳۵۴ متر بالاتر از سطح دریا واقع شده‌است.